# Région COROP

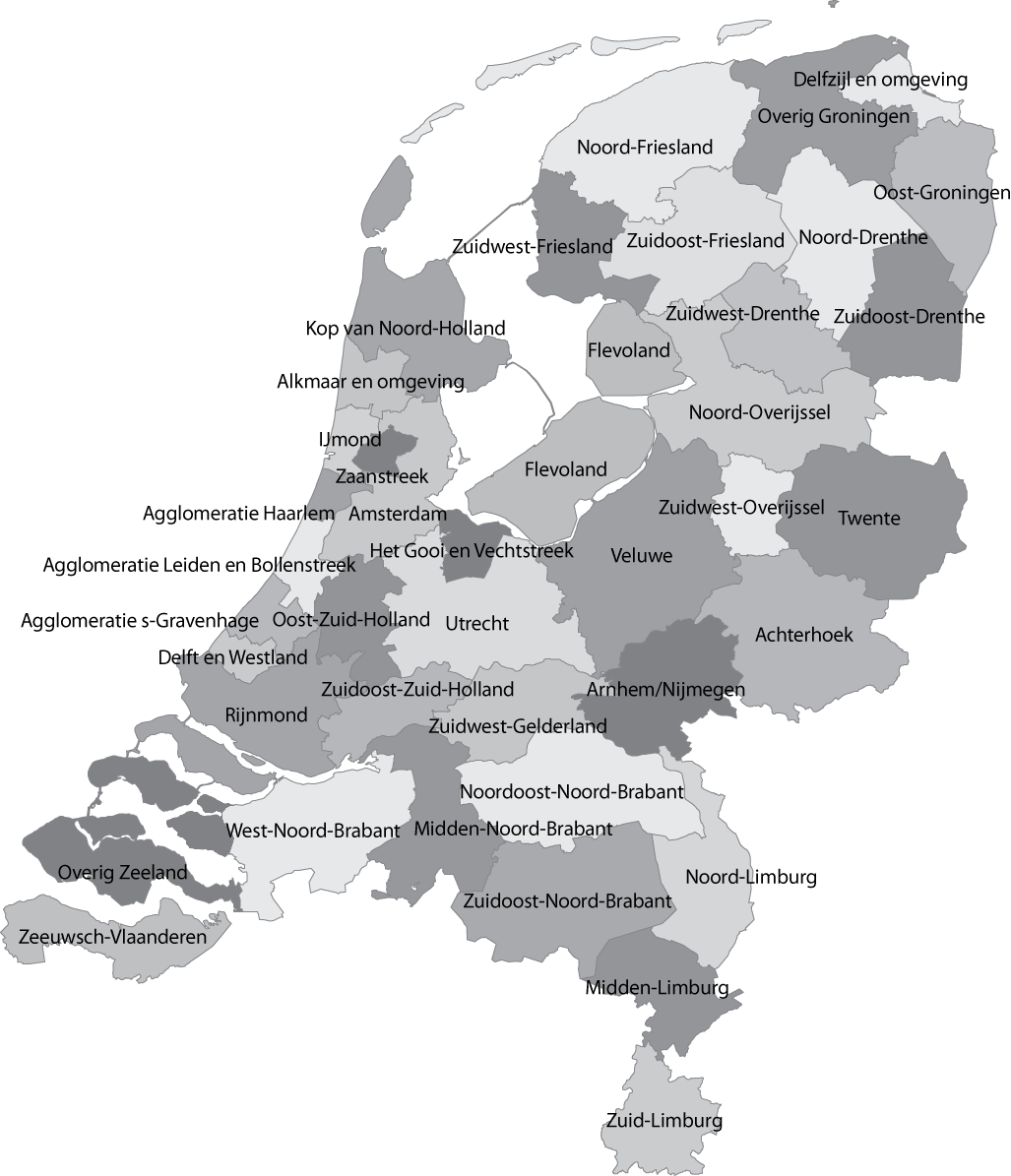
Régions COROP des Pays-Bas.

Une région COROP est une subdivision des Pays-Bas utilisée à des fins analytiques notamment par le Bureau central de la statistique (Centraal Bureau voor de Statistiek). L’abréviation néerlandaise signifie « Coördinatiecommissie Regionaal Onderzoeksprogramma », c'est-à-dire « Commission de coordination des programmes de recherche régionaux ».
Elles correspondent au troisième niveau de nomenclature d'unités territoriales statistiques (NUTS 3) défini par Eurostat.

## Sources
- (en) Cet article est partiellement ou en totalité issu de l’article de Wikipédia en anglais intitulé « COROP » (voir la liste des auteurs).

## Compléments